# Treuchtlingen
Treuchtlingen – miasto w Niemczech, w kraju związkowym Bawaria, w rejencji Środkowa Frankonia, w regionie Westmittelfranken, w powiecie Weißenburg-Gunzenhausen. Leży w Jurze Frankońskeij, ok. 9 km na południowy zachód od Weißenburg in Bayern, nad rzeką Altmühl.

## Polityka
Rada miasta:
|      | SPD | CSU | FDP | FW | Lista Wyborcza Treuchtlinger | Razem      |
| 2002 | 10  | 9   | 1   | 2  | 2                            | 24 miejsca |

## Komunikacja
W centrum miasta na stacji Treuchtlingen przecinają się linie kolejowe InterCity z Monachium i Augsburga w kierunku Würzburga i Berlina (przez Norymbergę.
W okolicach miasta przebiega droga krajowa B2.